# Pugnochelifer amoenus
Genre
Espèce
Pugnochelifer amoenus, unique représentant du genre Pugnochelifer, est une espèce de pseudoscorpions de la famille des Cheliferidae.

## Distribution
Cette espèce est endémique des États-Unis. Elle se rencontre en Floride, en Louisiane et en Caroline du Nord.

## Description
Le mâle holotype mesure 1,81 mm et la femelle paratype 1,9 mm.

## Publication originale
- Hoff, 1964 : Atemnid and cheliferid pseudoscorpions, chiefly from Florida. American Museum Novitates, no 2198, p. 1-43 (texte intégral).